# Cleptocaccobius signaticollis
Cleptocaccobius signaticollis là một loài bọ cánh cứng trong họ Bọ hung (Scarabaeidae).